# Mundo Novo (Goiás)
Mundo Novo (en español: Mundo Nuevo) es un municipio brasileño del estado de Goiás. Posee una población de 6.787 habitantes y una superficie de 2.146 km².
- Datos: Q1003468
- Multimedia: Mundo Novo (Goiás) / Q1003468